# Fred Gamble (attore)
Fred Gamble, nato Frederick Alvin Gambold (Indianapolis, 26 ottobre 1868 – Hollywood, 17 febbraio 1939), è stato un attore statunitense del cinema muto.

## Biografia
Nato Frederick Alvin Gambold nell'Indiana, nel 1913 esordì nel cinema in una commedia western della Keystone Film Company. Nella sua carriera, che terminò nel 1928, prese parte a più di 140 film

## Filmografia
La filmografia - basata su IMDb - è completa.
- Get Rich Quick, regia di Wilfred Lucas – cortometraggio (1913)
- A Game of Pool, regia di Wilfred Lucas – cortometraggio (1913)
- Fatty's Day Off
- The Janitor
- A Stolen Identity, regia di Edwin August – cortometraggio (1913)
- How Freckles Won His Bride
- Freckles' Fight for His Bride
- What Happened to Freckles
- The Unhappy Pair
- Three Children
- Withering Roses, regia di Harry A. Pollard (1914)
- Fooling Uncle, regia di Harry A. Pollard (1914)
- Sally's Elopement, regia di Harry A. Pollard – cortometraggio (1914)
- The Greater Devotion, regia di Wallace Reid (1914)
- The Sacrifice, regia di Harry A. Pollard – cortometraggio (1914)
- The Professor's Awakening, regia di Harry A. Pollard – cortometraggio (1914)
- Italian Love, regia di Harry A. Pollard – cortometraggio (1914)
- Closed at Ten, regia di Harry A. Pollard – cortometraggio (1914)
- The Girl Who Dared , regia di Harry A. Pollard – cortometraggio (1914)
- The Peacock Feather Fan, regia di Harry A. Pollard – cortometraggio (1914)
- Retribution, regia di Harry A. Pollard – cortometraggio (1914)
- The Man Who Came Back, regia di Henry Harrison Lewis – cortometraggio (1914)
- Mlle. La Mode, regia di Harry A. Pollard – cortometraggio (1914)
- A Flurry in Hats, regia di Harry A. Pollard – cortometraggio (1914)
- Eugenics Versus Love, regia di Harry A. Pollard – cortometraggio (1914)
- The Courting of Prudence, regia di Harry A. Pollard – cortometraggio (1914)
- Jane, the Justice, regia di Harry A. Pollard – cortometraggio (1914)
- Nancy's Husband, regia di Harry A. Pollard – cortometraggio (1914)
- The Dream Ship, regia di Harry A. Pollard – cortometraggio (1914)
- The Tale of a Tailor, regia di Harry A. Pollard – cortometraggio (1914)
- Via the Fire Escape, regia di Harry A. Pollard – cortometraggio (1914)
- The Other Train, regia di Harry A. Pollard – cortometraggio (1914)
- A Joke on Jane, regia di Harry A. Pollard – cortometraggio (1914)
- A Midsummer's Love Tangle, regia di Harry A. Pollard – cortometraggio (1914)
- A Suspended Ceremony, regia di Harry A. Pollard – cortometraggio (1914)
- Suzanna's New Suit, regia di Harry A. Pollard – cortometraggio (1914)
- The Silence of John Gordon, regia di Harry A. Pollard – cortometraggio (1914)
- Susie's New Shoes, regia di Harry A. Pollard – cortometraggio (1914)
- The Only Way, regia di Harry A. Pollard – cortometraggio (1914)
- Winsome Winnie
- Dad and the Girls – cortometraggio (1914)
- A Rude Awakening
- The Tightwad – cortometraggio (1914)
- When Queenie Came Back, regia di Harry A. Pollard – cortometraggio (1914)
- As a Man Thinketh – cortometraggio (1914)
- Limping Into Happiness
- Her Younger Sister, regia di Frank Cooley – cortometraggio (1914)
- Brass Buttons, regia di William Desmond Taylor (1914)
- In the Vale of Sorrow, regia di Frank Cooley – cortometraggio (1915)
- The Spirit of Giving, regia di Frank Cooley – cortometraggio (1915)
- Which Would You Rather Be?, regia di Frank Cooley – cortometraggio (1915)
- Mrs. Cook's Cooking, regia di Frank Cooley – cortometraggio (1915)
- The Happier Man, regia di Frank Cooley – cortometraggio (1915)
- The Constable's Daughter, regia di Frank Cooley – cortometraggio (1915)
- The Haunting Memory, regia di Frank Cooley – cortometraggio (1915)
- The Doctor's Strategy, regia di Frank Cooley – cortometraggio (1915)
- When the Fire Bell Rang, regia di Frank Cooley – cortometraggio (1915)
- The First Stone, regia di Frank Cooley – cortometraggio (1915)
- Persistence Wins, regia di Frank Cooley – cortometraggio (1915)
- Oh, Daddy!, regia di Frank Cooley (come Fred Cooley) (1915)
- No Quarter, regia di Frank Cooley – cortometraggio (1915)
- The Face Most Fair, regia di Frank Cooley – cortometraggio (1915)
- The Girl from His Town, regia di Harry A. Pollard (1915)
- A Yankee from the West
- A Polar Romance
- The Terrible Turk, regia di Louis Chaudet (1916)
- A Silly Sultan
- Model 46
- When the Spirits Fell
- Love and a Liar
- A Political Tramp
- Knights of a Bathtub
- How Do You Feel?
- The White Turkey
- Pass the Prunes
- Two Small Town Romeos
- Billy the Bandit
- It Sounded Like a Kiss, regia di Louis Chaudet (1916)
- Pretty Baby, regia di Louis Chaudet (1916)
- Why, Uncle!, regia di Louis Chaudet (1916)
- His Wife's Relatives, regia di Louis Chaudet (1917)
- A Hasty Hazing
- When the Cat's Away, regia di Louis Chaudet (1917)
- Shot in the West
- Mixed Matrimony
- Under the Bed, regia di Louis Chaudet (1917)
- The Home Wreckers, regia di Louis Chaudet (1917)
- What a Clue Will Do
- Tell Morgan's Girl
- Jilted in Jail
- The War Bridegroom
- Poor Peter Pious
- A Dark Deed
- Seeing Things, regia di Louis Chaudet (1917)
- Married by Accident
- The Love Slacker
- The Rushin' Dancers
- Move Over, regia di Roy Clements (1917)
- Taking Their Medicine
- Pete, the Prowler
- Hot Applications
- Wild and Woolly Women
- A Fire Escape Finish
- The Shame of a Chaperone
- A Broadway Scandal, regia di Joseph De Grasse (1918
- Bad News, regia di Eddie Lyons e Lee Moran (1918)
- The Extra Bridegroom
- Please Hit Me
- Up the Flue, regia di Eddie Lyons e Lee Moran (1919)
- Oh! Ethel!
- Three in a Closet
- Taking Things Easy
- All in the Swim
- The Woman Under Cover, regia di George Siegmann (1919)
- Tick Tock Man
- The Screaming Shadow, regia di Ben F. Wilson e Duke Worne - serial (1920)
- Officer, Call a Cop, regia di Eddie Lyons e Lee Moran (1920)
- Stop That Shimmy
- Oiling Uncle
- Bullet Proof, regia di Lynn Reynolds (1920)
- La La Lucille
- Homespun Folks, regia di John Griffith Wray (1920)
- The Secret Gift
- Fixed by George
- Passing Through, regia di William A. Seiter (1921)
- L'amore non muore mai
- Boy Crazy, regia di William A. Seiter (1922)
- Hope, regia di Legaren à Hiller (1922)
- Ridolini giocatore di golf, regia di Larry Semon (1922)
- The Firebrand, regia di Alvin J. Neitz (Alan James) (1922)
- The Virginian
- Black Oxen, regia di Frank Lloyd (1923)
- The Tornado, regia di King Baggot (1924)
- Tonio, Son of the Sierras
- Donna di mondo (A Woman of the World), regia di Malcolm St. Clair (1925)
- Tumbleweeds, regia di King Baggot (1925)
- The Blackbird
- Born to Battle (film 1926), regia di Robert De Lacey (1926)
- Chasing Trouble
- The Fighting Stallion, regia di Ben F. Wilson (1926)
- The Red Mill, regia di William Goodrich (Roscoe 'Fatty' Arbuckle) (1927)
- Laddie Be Good
- Tom Mix alla riscossa (Painted Post), regia di Eugene Forde (1928)
- La serpe di Zanzibar  (West of Zanzibar), regia di Tod Browning (1928)